# Dragomirești (Vaslui)
Dragomireşti è un comune della Romania di 5 057 abitanti, ubicato nel distretto di Vaslui, nella regione storica della Moldavia. 
Il comune è formato dall'unione di 12 villaggi: Băbuța, Belzeni, Boțoi, Ciuperca, Doagele, Dragomirești, Poiana Pietrei, Popesti, Rădeni, Semenea, Tulești, Vladia.